# العمل: قصة تجربة
العمل: قصة تجربة، هي رواية نُشرت لأول مرة في عام 1873، وهي شبه سيرة ذاتية للكاتبة لويزا ماي ألكوت، مؤلفة كتاب نساء صغيرات، تدور أحداثها في الأوقات التي سبقت الحرب الأهلية الأمريكية وبعدها. هي واحدة من عدة روايات من القرن التاسع عشر تظهر "التغيرات في عمل المرأة في العصر الصناعي الجديد، فضلا عن المعضلات والتوترات ومعنى ذلك العمل".
تأخذ ألكوت بطلتها، كريستي ديفون، عبر مجموعة متنوعة من المهن، حتى تجد كريستي التوازن بين العمل العام والخاص وبين العمل من أجل ربحها الخاص والعمل من أجل ربح الآخرين. [...] تصور ألكوت العمل خارج المنزل (وهو عمل عام في الأساس) على أنه قد يشكل خطرًا على سمعة المرأة وصحتها وهويتها. [... و] العمل داخل المنزل (الذي هو في الأساس خاص) باعتباره علاجًا وتجديدًا، ولكنه في النهاية غير مرضٍ لامرأة طموحة مثل كريستي.